# Thier à la Tombe
Thier à la Tombe is een natuurgebied ten oosten van Emael. Het gebied meet 3 ha en wordt beheerd door Natagora.
Het Waalse woord thier verwijst naar een helling of steile weg. Het gebied ligt dan ook tegen de westhelling van de Sint-Pietersberg, direct ten oosten van het Jekerdal.
Hier vindt men voedselarm kalkgraslanden met een droog en warm microklimaat, waardoor diverse zuidelijke soorten hier groeien, en men vindt er parnassia, veldgentiaan en blauwe knoop.
Verschraling is gekomen doordat de bevolking hier voorheen vee liet grazen, waarbij de mest werd afgevoerd.
In het gebied ligt de tumulus van Emael.